# Fernando Key Muñoz
Fernando Key Muñoz (Icod de los Vinos, Tenerife, Islas Canarias, 1768 - Caracas, Venezuela, 1845) fue un comerciante español residente en Venezuela que fue el primer Secretario de Hacienda de la Junta en 1810. También participó en la Guerra de la Independencia venezolana, aunque en el bando realista.

## Biografía
Fernando key Muñoz nació en Icod de los Vinos (Tenerife, Islas Canarias) en 1768. Se trasladó con su familia a Venezuela cuando aún era un niño. En este país se dedicó al comercio junto con su tío Tomás Muñoz, que era el socio principal de la firma comercial Muñoz y Orea (fundada en 1785). A los pocos años de trabajar en el comercio, se convirtió en uno de los más importantes comerciantes de la ciudad. Por eso, en 1797 fue elegido quinto consiliario del consulado y  su prestigio lo llevó a ejercer el cargo de asesor del ingeniero José Mariano Aloy, quien construía la casa consular. En 1805, fue uno de los promotores de la Casa de Bolsa y Recreo de los Comerciantes de Caracas.
En 1808 firma la representación de los mantuanos de Caracas para el establecimiento de una junta gubernativa autónoma. El 19 de abril de 1810, el gobierno lo nombró primer Ministro de Hacienda. Sin embargo, a finales de agosto o a comienzos del siguiente mes, fue retirado del cargo, porque se pensó que podría pertenecer al grupo de personas que apoyaban la Regencia. Cuando comenzó la guerra de la independencia de Venezuela, en 1811, Key luchó en la guerra y se adaptó a los altibajos políticos, tanto de los realistas como de los patriotas. Así, en diciembre de ese año  ejerce como secretario de las cortes y firma el decreto que opinaba que Angostura, capital de Guayana y contraria a los patriotas, era leal. La empresa Muñoz y Orea, criticaba de Key el hecho de que él se hubiera enriquecido ignorando los intereses comerciales que tenía la empresa, y se planteaba si los negocios que Key había realizado sin contar con la misma y a independencia de esta, debían formar parte del patrimonio de la sociedad mercantil. En 1842 Josefa y Tomás Muñoz se enfrentaron contra Key, pidiendo un examen y juicio de la razón de la eliminación de la firma Muñoz y Orea. Key Muñoz murió en 1845.
Aparte de todo esto, se considera que Key fue uno de los propulsores más destacados del comercio y la agricultura venezolanas de la primera mitad del siglo XIX.